# Поппі Дрейтон
По́ппі Габріѐлла Дре́йтон (англ. Poppy Gabriella Drayton, нар. 7 червня 1991, Суррей, Англія) — англійська акторка. Найбільш відома за роллю Емберлі Елесседіл у фентезійному серіалі «Хроніки Шаннари» та Мирослави, доньки Тугара Вовка у фільмі Захар Беркут (2019).

## Життя та кар'єра
Дрейтон закінчила Школу Мистецтв у місті Чизік. В 2013 році вона отримала свою першу головну роль в телевізійному фільмі каналу Hallmark під назвою «Коли кличе серце», зігравши Елізабет Тетчер (в однойменному телесеріалі, створеному за мотивами телефільму роль Елізабет виконала актриса Ерін Кракоу). В тому ж році вона зіграла Мадлен Еллсопп в різдвяному випуску телесеріалу «Абатство Даунтон».
У листопаді 2014 року Дрейтон отримала роль Емберлі Елесседіл в фентезі-драмі телеканалу MTV «Хроніки Шаннари»; прем'єра серіалу відбулася 5 січня 2016 року. У лютому 2016  Дрейтон отримала роль у новій кіноадаптації казки Крістіана Андерсена Русалонька.
Крім того Дрейтон грала в театрі, зокрема вона з'явилася в постановці п'єси «Дерево Зеленої бухти» у вуличному театрі Джермін в Лондоні у 2014 році.
Пізніше отримала роль в історичному екшні «Захар Беркут» спільного виробництва України та США. В інтерв'ю акторка назвала Мирославу «цікавим персонажем» та «дуже сильною», до якої вона «по-справжньому прив'язалася». Перед зйомками Поппі тренувалася стрільбі з лука та навчалася верховій їзді.
У 2019 році акторка приєдналася до акторського складу т/с «Чародійки». З третього епізоду другого сезону вона грала таємничу відьму Ебігейл.

## Особисте життя
Зріст акторки — 1,68 м. 

## Фільмографія
| Рік       |    | Українська назва         | Оригінальна назва       | Роль              |
| --------- | -- | ------------------------ | ----------------------- | ----------------- |
| 2012      | кф | Емілі                    | Emily                   | Емілі             |
| 2013      | тф | Коли кличе серце         | When Calls the Heart    | Елізабет Тетчер   |
| 2013      | с  | Абатство Даунтон         | Downton Abbey           | Мадлен Еллсопп    |
| 2014      | с  | Отець Браун              | Father Brown            | Селіна Маккінлі   |
| 2014      | с  | Суто англійські вбивства | Midsomer Murders        | Саммер Хейлстон   |
| 2014      | ф  |                          | Down Dog                | Емі               |
| 2014      | с  | Плебеї                   | Plebs                   | Корделія          |
| 2015      | ф  |                          | Unhallowed Ground       | Веріті Вікс       |
| 2015      | ф  |                          | Writers Retreat         | Джо               |
| 2015      | кф |                          | Sexwax                  | Сіссі             |
| 2016—2017 | с  | Хроніки Шаннари          | The Shannara Chronicles | Емберлі Елесседіл |
| 2016      | кф |                          | Big Bad Blood           | Жасмін            |
| 2018      | ф  | Русалонька               | The Little Mermaid      | Русалонька        |
| 2019      | ф  | Захар Беркут             | The Rising Hawk         | Мирослава         |
| 2019      | ф  | До скорої зустрічі       | See You Soon            | Еліс              |